# الوقعة (القفر)

تعديل مصدري - تعديل

الوقعة محلة تابعة لقرية الجماهرة، التابعة لعزلة بني ساوي بمديرية القفر إحدى مديريات محافظة إب في الجمهورية اليمنية، بلغ تعداد سكانها 44 حسب تعداد اليمن لعام 2004.